# Station Gramsbergen
Station Gramsbergen is het station van de gelijknamige plaats Gramsbergen in het noordoosten van de provincie Overijssel. Het is gelegen aan de spoorlijn Zwolle – Emmen.
Het stationsgebouw van Gramsbergen is van het type derde klasse dat ook nog te vinden is in Rolde (1903) en Vroomshoop (1906). Alle stations werden ontworpen door de Amsterdamse architect Eduard Cuypers.
Gramsbergen is sinds 1 juli 1905 per spoor bereikbaar. De spoorlijn is door de NOLS aangelegd en werd in 1987 geëlektrificeerd. Het gedeelte tussen Mariënberg en Gramsbergen werd toen dubbelsporig.

## Verbindingen
| Serie      | Treinsoort         | Route                                     | Bijzonderheden                      |
| ---------- | ------------------ | ----------------------------------------- | ----------------------------------- |
| 8000 RS 20 | Stoptrein (Arriva) | Zwolle – Mariënberg – Gramsbergen – Emmen | Onderdeel van Blauwnet. 1x per uur. |

## Afbeeldingen

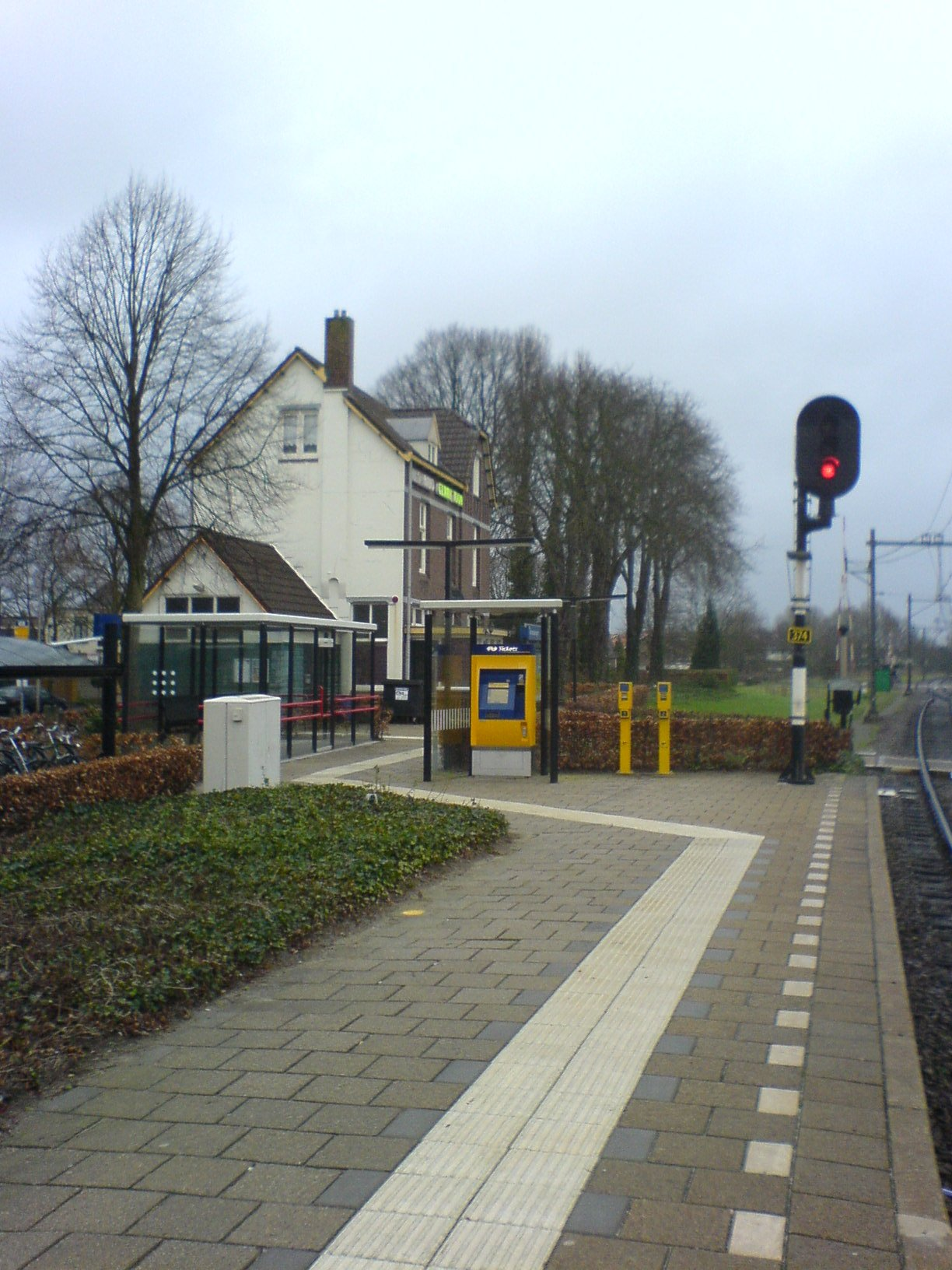
Station Gramsbergen
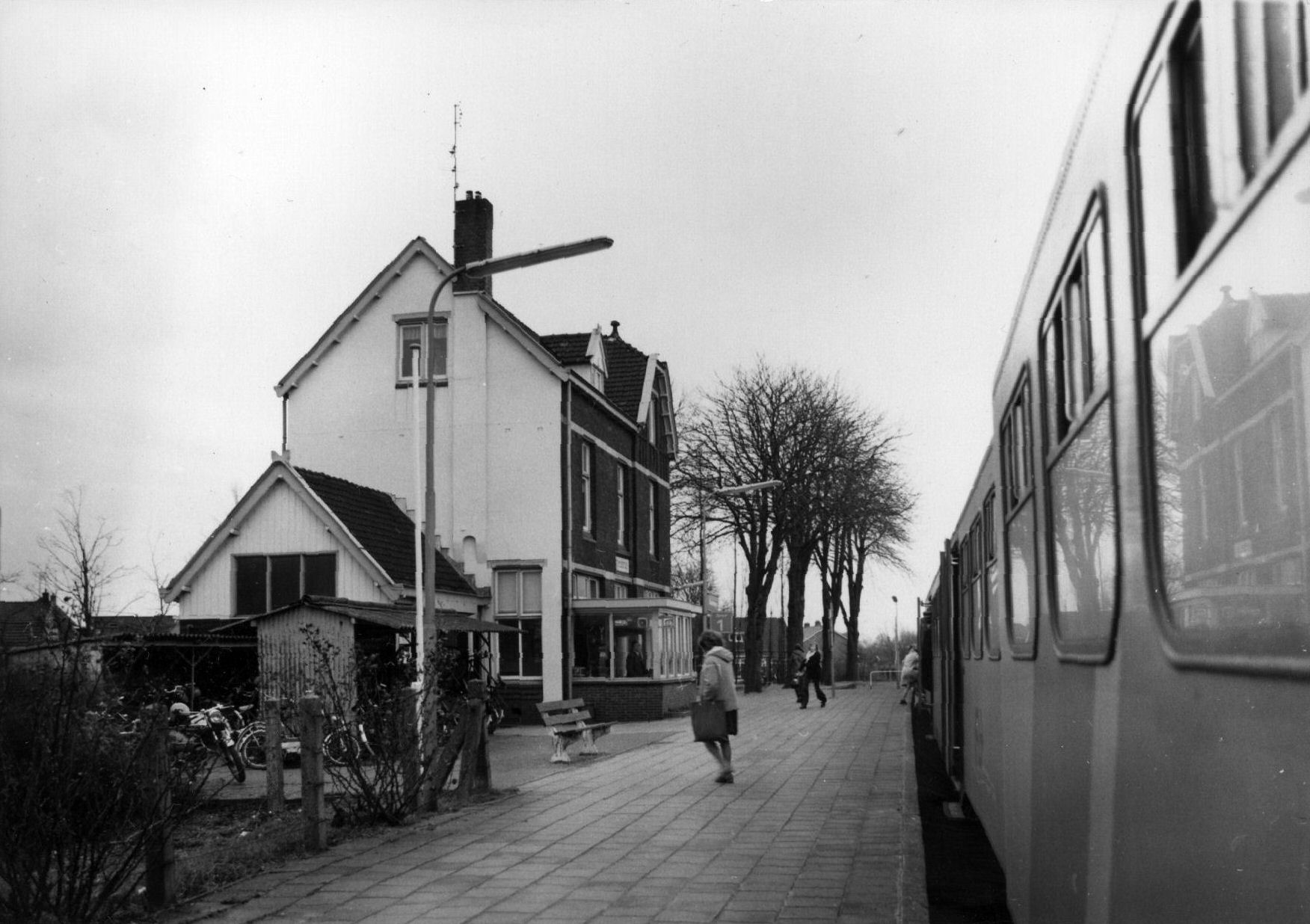
Plan U op het station (1986)
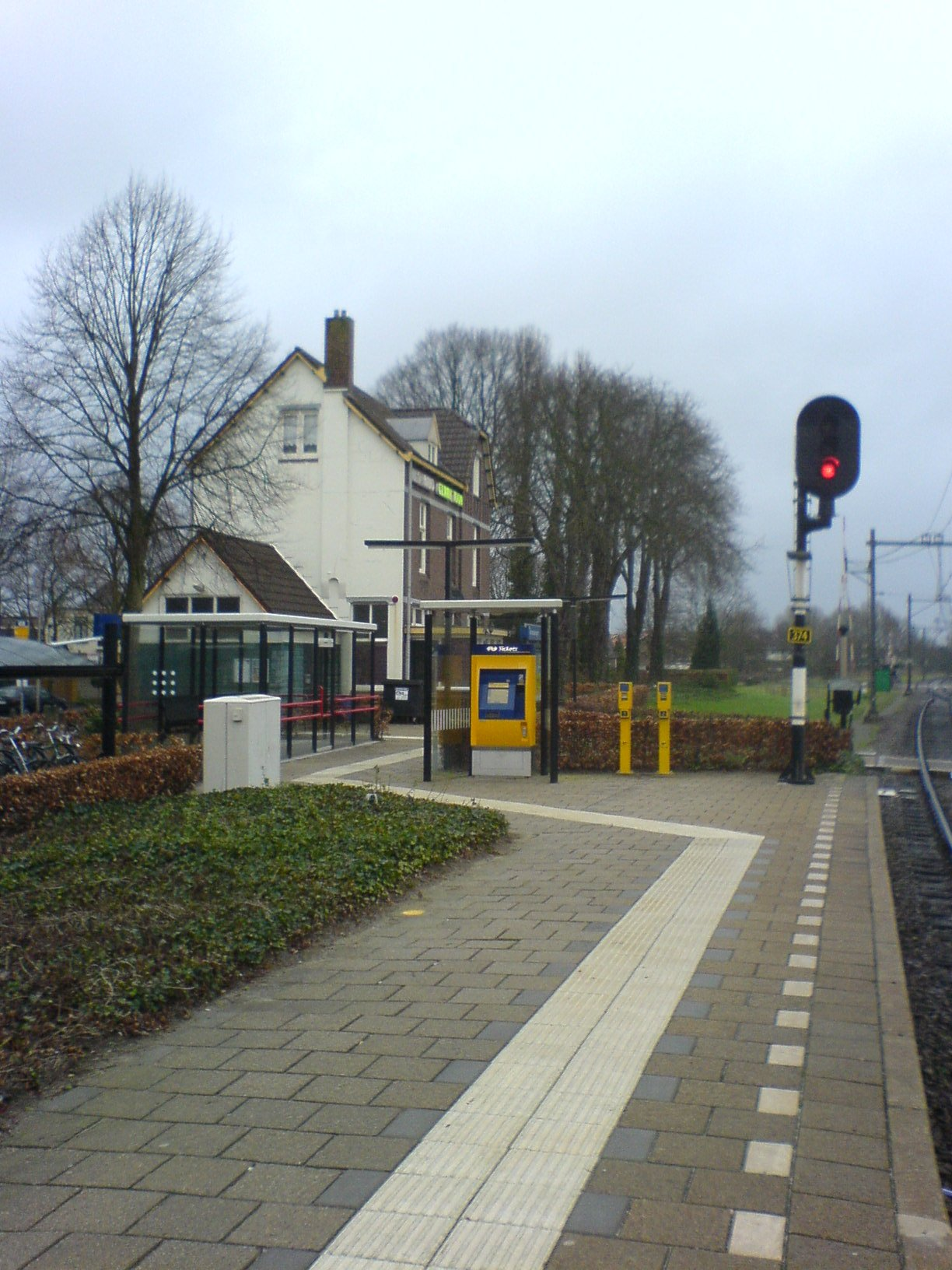
Perron
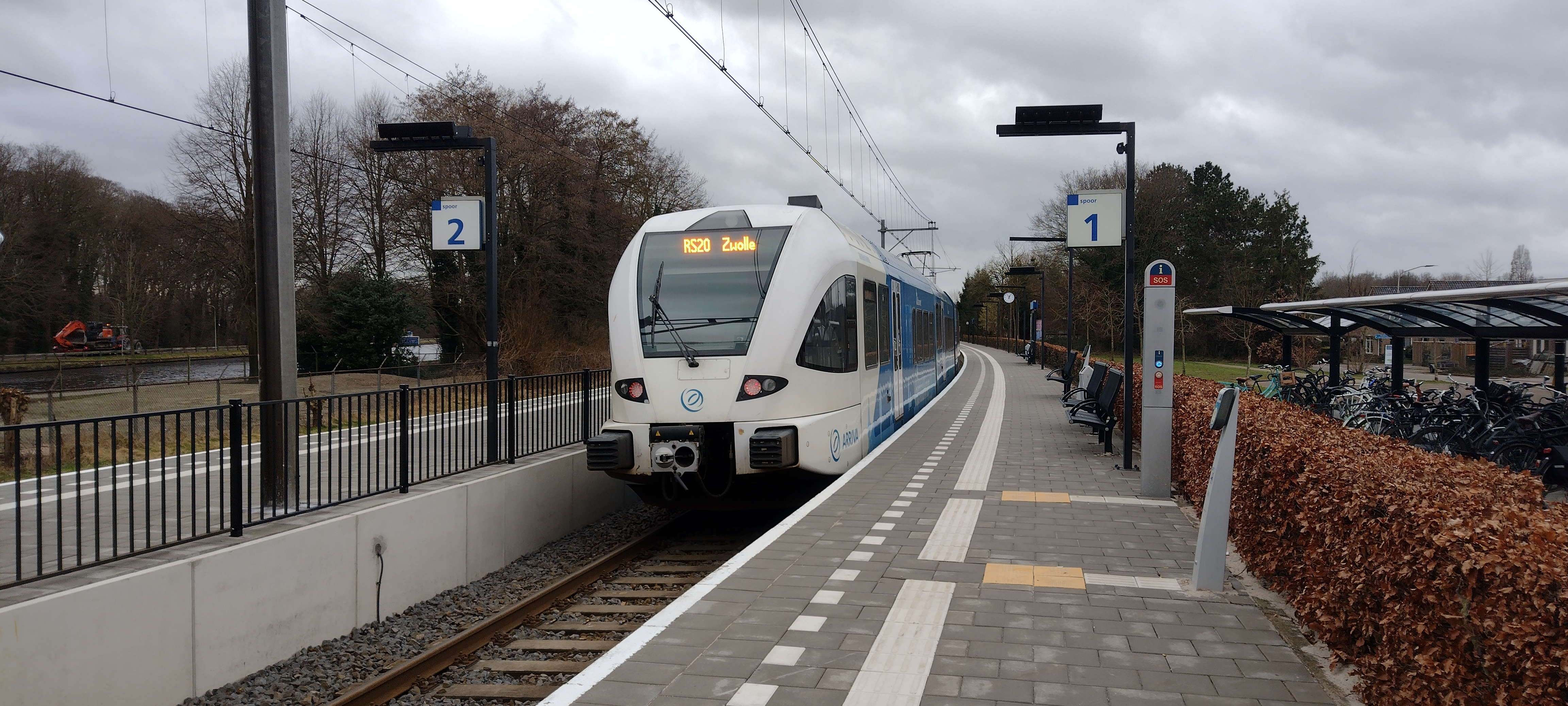
Arriva GTW op het station

Almelo · 
-De Riet · 
Borne · 
Daarlerveen · 
Dalfsen · 
Delden · 
Deventer · 
-Colmschate · 
Enschede · 
-De Eschmarke · 
-Kennispark · 
Glanerbrug · 
Goor · 
Gramsbergen · 
Hardenberg · 
Heino · 
Hengelo · 
-Gezondheidspark ·
-Oost · 
Holten · 
Kampen · 
-Zuid ·
Mariënberg · 
Nijverdal · 
Oldenzaal ·
Olst · 
Ommen · 
Raalte ·
Rijssen · 
Steenwijk · 
Vriezenveen · 
Vroomshoop · 
Wierden · 
Wijhe · 
Zwolle · 
-Stadshagen
Stations van de Museum Buurtspoorweg:
Haaksbergen · Zoutindustrie · Boekelo

Voormalige stations: zie de lijst van voormalige spoorwegstations in Overijssel
0: Zwolle ·
5: Herfte-Veldhoek ·
8: Marshoek-Emmen ·
12: Dalfsen ·
15: Rechteren ·
19: Vilsteren ·
23: Ommen ·
25: Sterkamp ·
29: Junne ·
31: Beerze ·
34: Mariënberg ·
37: Bergentheim ·
Brucht ·
42: Hardenberg ·
45: Baalder-Radewijk ·
48: Gramsbergen ·
50: De Haandrik ·
55: Coevorden ·
59: Dalen ·
62: Dalerveen ·
66: Nieuw Amsterdam ·
70: Emmen Zuid ·
71: Emmen Bargeres ·
72: Zuidbarge ·
75: Emmen ·
79: Weerdinge ·
82: Valthe ·
87: Exloo ·
93: Buinen ·
95: Drouwen ·
100: Gasselternijveen ·
103: Tweede Dwarsdiep ·
107: Stadskanaal